# 메스머라이저
〈메스머라이저〉(일본어: メズマライザー)는 일본의 보컬로이드 프로듀서(보카로P)인 사츠키가 작사, 작곡한 노래이다. 2024년 4월 27일에 유튜브와 니코니코 동화를 통해 공개되었고, 5월 17일에 발매되었다. 보컬 음성은 보컬로이드인 하츠네 미쿠와 신디사이저V인 카사네 테토의 보컬을 사용하였다. 일본의 애니메이터 channel이 제작한 이 곡의 뮤직 비디오는 투고 2주 만에 유튜브에서 1,000만 회의 조회수를 기록하며 보컬로이드 곡으로는 전례 없는 기록을 세웠다. 2024년 11월 17일, 메스머라이저는 유튜브에서 1억 회의 조회수를 기록하며 보컬로이드 역사상 가장 빠르게 1억 조회수를 달성한 곡이 되었다.

## 배경
뮤직 비디오는 2024년 4월 27일에 공개되었고, 5월 17일에는 스트리밍 서비스로 발매되었다. 메스머라이저는 사츠키의 첫 앨범인 Circus's Detail에 수록되었으며, 이 앨범은 니코니코 초회의 2024년에 발매되었다.

## 반응
유튜브에 업로드된 뮤직 비디오는 2024년 5월 11일, 13일 만에 1,000만 회의 조회수를 기록하였다. 또한, 신디사이저V를 활용하여 니코니코 동화에서 100만 회의 조회수를 돌파한 세 번째이자 가장 빠르게 상승한 곡이며, 모든 보컬로이드 곡 중에서는 두 번째로 빠르다. 2024년 6월 27일, 5,000만 회의 조회수를 넘어섰다. 2024년 11월 17일, 유튜브에서 1억 회의 조회수를 기록하였다.
2024년 10월 2일, 이 곡은 세가의 리듬 게임 프로젝트 세카이: 컬러풀 스테이지! feat. 하츠네 미쿠에 수록되었다. 이 곡은 또한 2024년 12월 12일 CHUNITHM에, 2024년 10월 9일 비트매니아 IIDX 32: Pinky Crush에, 2024년 12월 19일 팝픈 뮤직 Jam&Fizz에, 2024년 12월 25일 Dance Dance Revolution World에, 그리고 2025년 1월 9일 사운드 볼텍스 Exceed Gear에 수록되었다. 동인 턴제 리듬 게임에서도 출시되었다.

## 차트 기록

### 주간 차트
| 차트                                       | 최고 순위 |
| ------------------------------------------ | --------- |
| 니코니코 보컬로이드 송 톱 20 (빌보드 재팬) | 1         |
| 히트시커 송 (빌보드 재팬)                  | 3         |
| 톱 유저 생성 송 (빌보드 재팬)              | 5         |
| 다운로드 송 (빌보드 재팬)                  | 28        |
| 핫 100 (빌보드 재팬)                       | 65        |

### 연간 차트
| 차트                                       | 순위 |
| ------------------------------------------ | ---- |
| 니코니코 보컬로이드 송 톱 20 (빌보드 재팬) | 2    |

## 수상
| 연도 | 후보               | 수상 부문                  | 결과 |        |
| ---- | ------------------ | -------------------------- | ---- | ------ |
| 2025 | Music Awards Japan | Best Vocaloid Culture Song | 후보 | [ 21 ] |

## 발매
| 지역    | 날짜            | 형식                   |
| ------- | --------------- | ---------------------- |
| 전 세계 | 2024년 5월 17일 | 음악 다운로드 스트리밍 |